# Homaroa
Homaroa este un gen de molii din familia Lymantriinae.